# Ailuroedus buccoides
L'uccello-gatto guancebianche (Ailuroedus buccoides (Temminck, 1836)) è un uccello passeriforme della famiglia Ptilonorhynchidae.

## Etimologia
Il nome scientifico della specie, buccoides, deriva dall'unione di Bucco col suffisso di origine greca -oides ("simile a"), in riferimento all'aspetto di questi uccelli.

## Descrizione

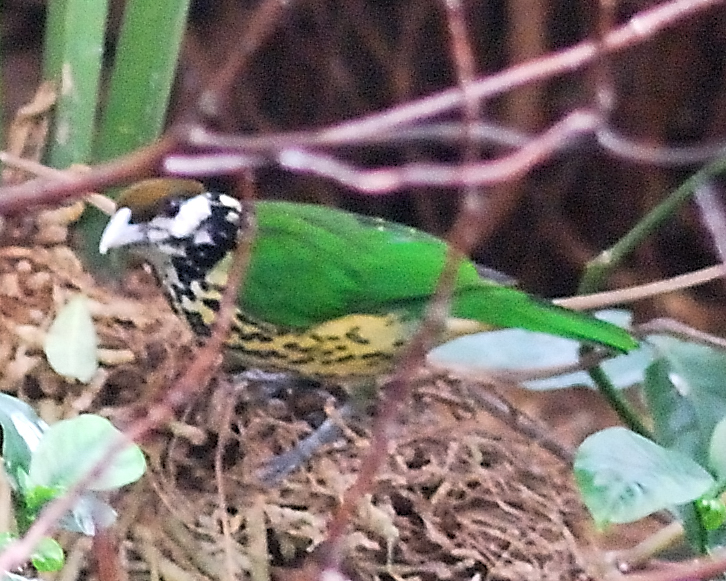
Esemplare in cattività.

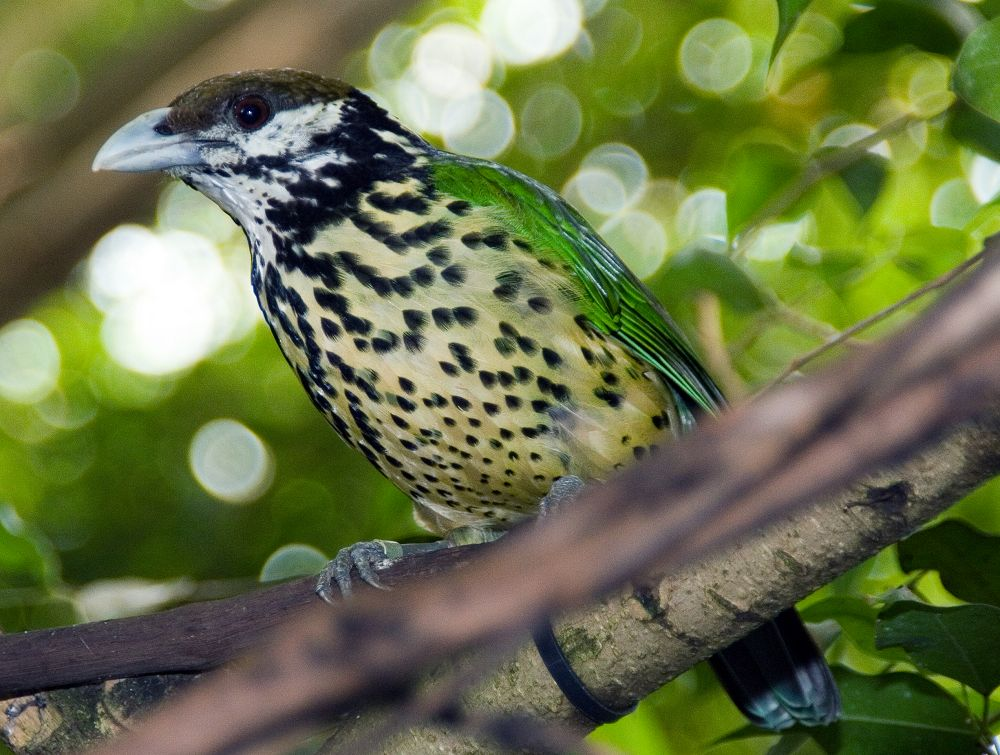
Esemplare in cattività.

### Dimensioni
Misura 24,5 cm di lunghezza, per 100-172 g di peso: a parità d'età, i maschi sono leggermente più grossi e robusti rispetto alle femmine.

### Aspetto
Si tratta di uccelli dall'aspetto massiccio e paffuto, muniti di testa piccola e arrotondata con becco tozzo robusto di forma conica, lievemente ricurvo verso il basso, zampe allungate e robuste, ali lunghe e digitate e coda piuttosto lunga, sottile e di forma rettangolare.
Il piumaggio si presenta di color caffè su fronte, vertice, nuca, lati del collo (dove in realtà le penne sono biancastre con metà distale nera) e base di esso: le penne della faccia (lati del becco, area perioculare ed auricolare, e come intuibile dal nome comune anche le guance) e della gola sono di colore biancastro, con queste ultime che presentano punta nerastra. Petto, fianchi e ventre sono di colore beige, con presenza di punte dalla punta scure sulle prime due parti: dorso e ali sono di color verde smeraldo, con queste ultime che presentano remiganti dalla punta tendente al bruno, mentre il codione e la coda sono anch'essi verdi ma con sfumature azzurrine, con la coda che tende a scurirsi sul bordo e presenta inoltre superficie inferiore di colore bluastro.
Il dimorfismo sessuale è presente ma non evidentissimo, con le femmine dalla colorazione più smorta rispetto ai maschi, specialmente per quanto riguarda l'estensione della calotta cefalica scura e l'intensità delle sfumature azzurre su codione e coda.
Il becco è di color avorio, le zampe sono di color grigio-azzurrino con fumature violacee e gli occhi sono di colore rosso cupo. 

## Biologia

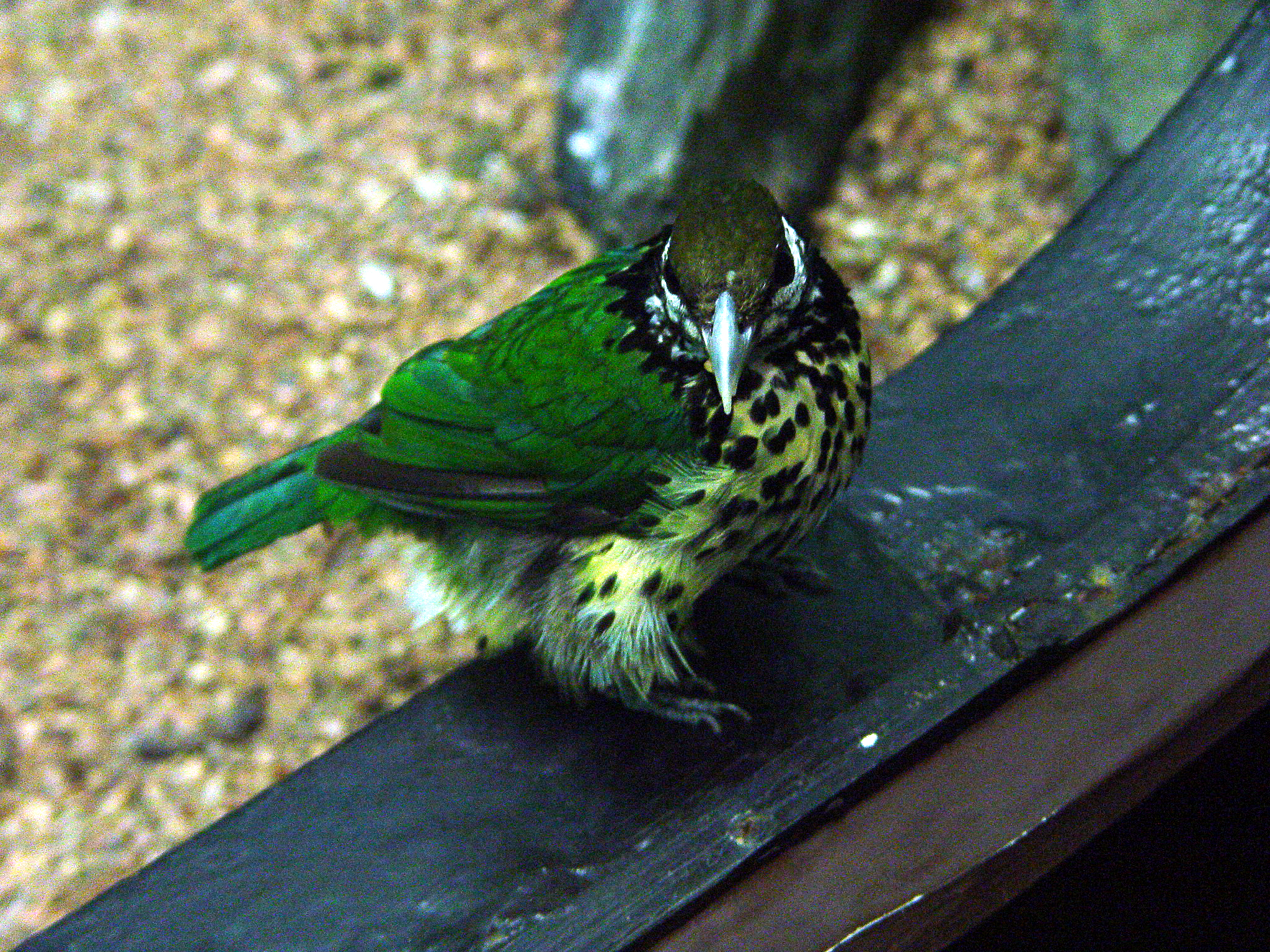
Esemplare al suolo in cattività.

L'uccello gatto guancebianche è un animale che presenta abitudini di vita quasi esclusivamente diurne, che vive principalmente in coppie a passa gran parte della giornata in movimento attraverso un territorio di residenza, al doppio scopo di reperire il cibo e di  pattugliarlo al fine di scacciare eventuali intrusi. Il territorio (o meglio, la porzione di esso nella quale è situato il nido) viene difeso soprattutto durante il periodo riproduttivo, mentre all'infuori di essa le coppie sono più tolleranti e, soprattutto in caso di disponibilità aumentata di cibo (ad esempio fruttificazione di un grande albero), non prestano grande attenzione ad altri individui di passaggio, talvolta muovendosi in gruppi di 4-5 esemplari (questi ultimi però a base familiare, comprendenti la coppia residente nel territorio ed i figli ancora non completamente indipendenti). Nonostante la territorialità nei confronti dei conspecifici, questi uccelli sono piuttosto schivi, risultando difficili da osservare in quanto sempre pronti a nascondersi nel folto della vegetazione al minimo segnale di disturbo.
Il richiamo di questi uccelli ricorda il miagolio di un gatto: oltre a questo, gli uccelli gatto guancebianche emettono versi cicaleggianti prolungati. Le coppie sono solite duettare durante le vocalizzazioni, emettendole di preferenza di prima mattina e verso sera.

### Alimentazione
Si tratta di uccelli dalla dieta virtualmente onnivora, che però è incentrata sul consumo di frutta: essi sono soliti reperire il cibo partendo dai rami bassi di un albero o di un arbusto e risalendo nella canopia durante la ricerca del nutrimento.

Oltre che di frutta e bacche, gli uccelli gatto guancebianche si nutrono anche di altro materiale di origine vegetale, come semi, granaglie, germogli, fiori e foglioline: questi uccelli (soprattutto durante la stagione riproduttiva, quando il fabbisogno energetico risulta accresciuto) possono inoltre cibarsi anche di insetti ed altri piccoli invertebrati, nonché di piccoli vertebrati quali uccellini e nidiacei reperiti saccheggiando i nidi.

### Riproduzione

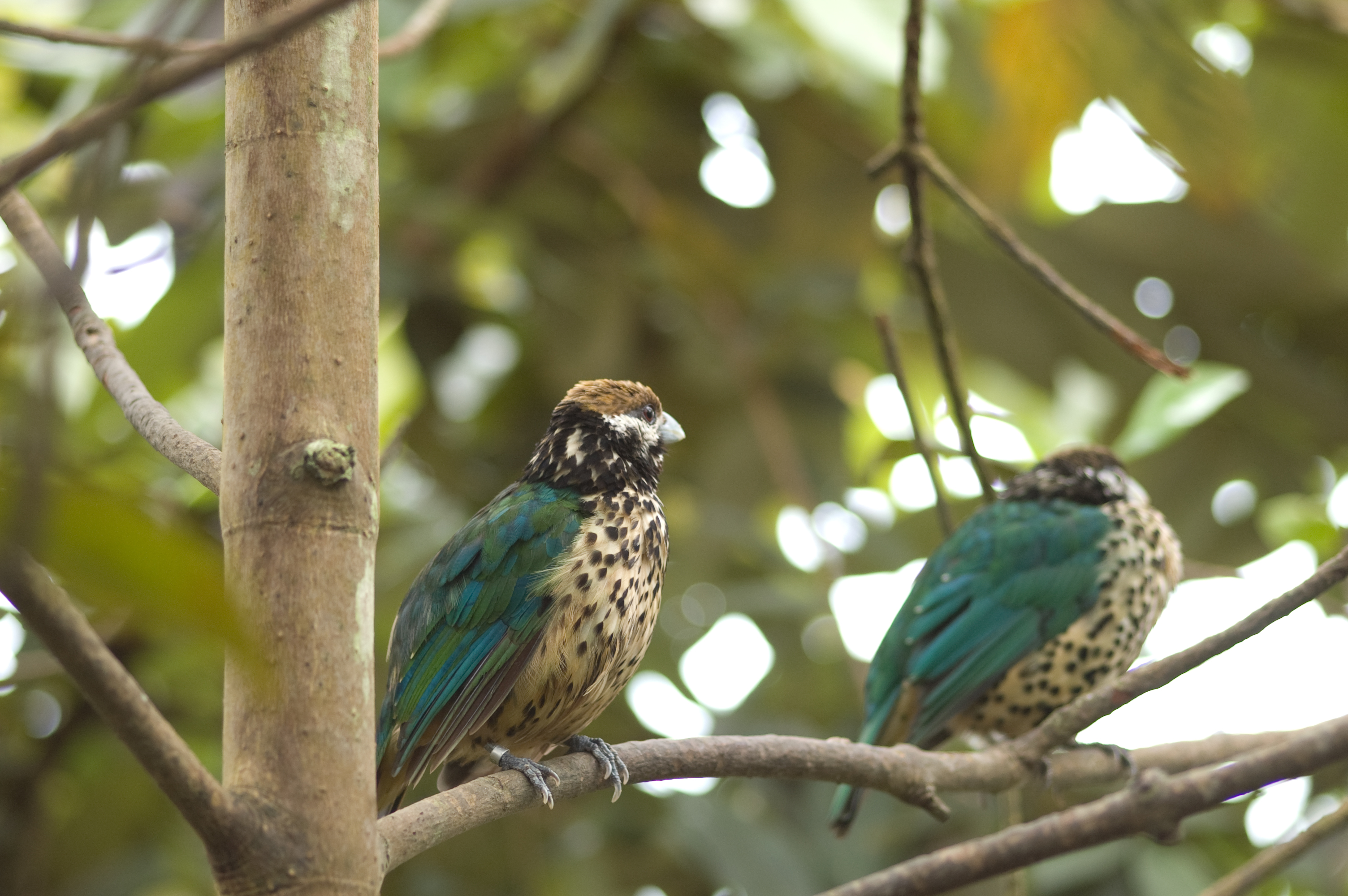
Coppia in cattività.

L'uccello gatto guancebianche è un animale monogamo, nel quale le coppie rimangono insieme per la vita: la stagione riproduttiva appare piuttosto irregolare (con nidi con uova osservati in gennaio, da aprile a giugno e a novembre e giovani appena involati osservati in maggio e giugno), facendo pensare che questi uccelli possano riprodursi durante tutto l'arco dell'anno, favorendo per farlo i periodi di abbondanza di cibo.
Il nido presenta forma a coppa ed aspetto massiccio, dovuto all'inserimento di schegge di legno marcescente all'interno di un'intelaiatura di rametti e fibre vegetali, con l'interno foderato fa foglie secche e radichette: esso viene edificato dalla femmina al centro della corona di una felce o nel folto della vegetazione di un albero, ed al suo interno vengono deposte 1-3 uova di color bianco crema. La cova è appannaggio esclusivo della femmina (nutrita e protetta dal maschio durante l'incubazione), e dura poco più di tre settimane: i pulli sono ciechi ed implumi alla schiusa, e vengono accuditi ed imbeccati da entrambi i genitori. In tal modo, essi s'involano a tre settimane circa dalla schiusa, continuando a rimanere nel territorio natale ancora per un certo periodo prima di allontanarsene in maniera definitiva.

## Distribuzione e habitat
L'uccello gatto guancebianche è endemico dell'Irian Jaya, del quale popola la porzione nord-occidentale, corrispondente alla penisola di Doberai, alle sponde occidentali della baia di Cenderawasih ed alle isole Raja Ampat (Waigeo, Batanta e Salawati). 
L'habitat di questi uccelli è rappresentato dalla foresta pluviale tropicale di pianura, con predilezione per le aree di foresta primaria.

## Tassonomia

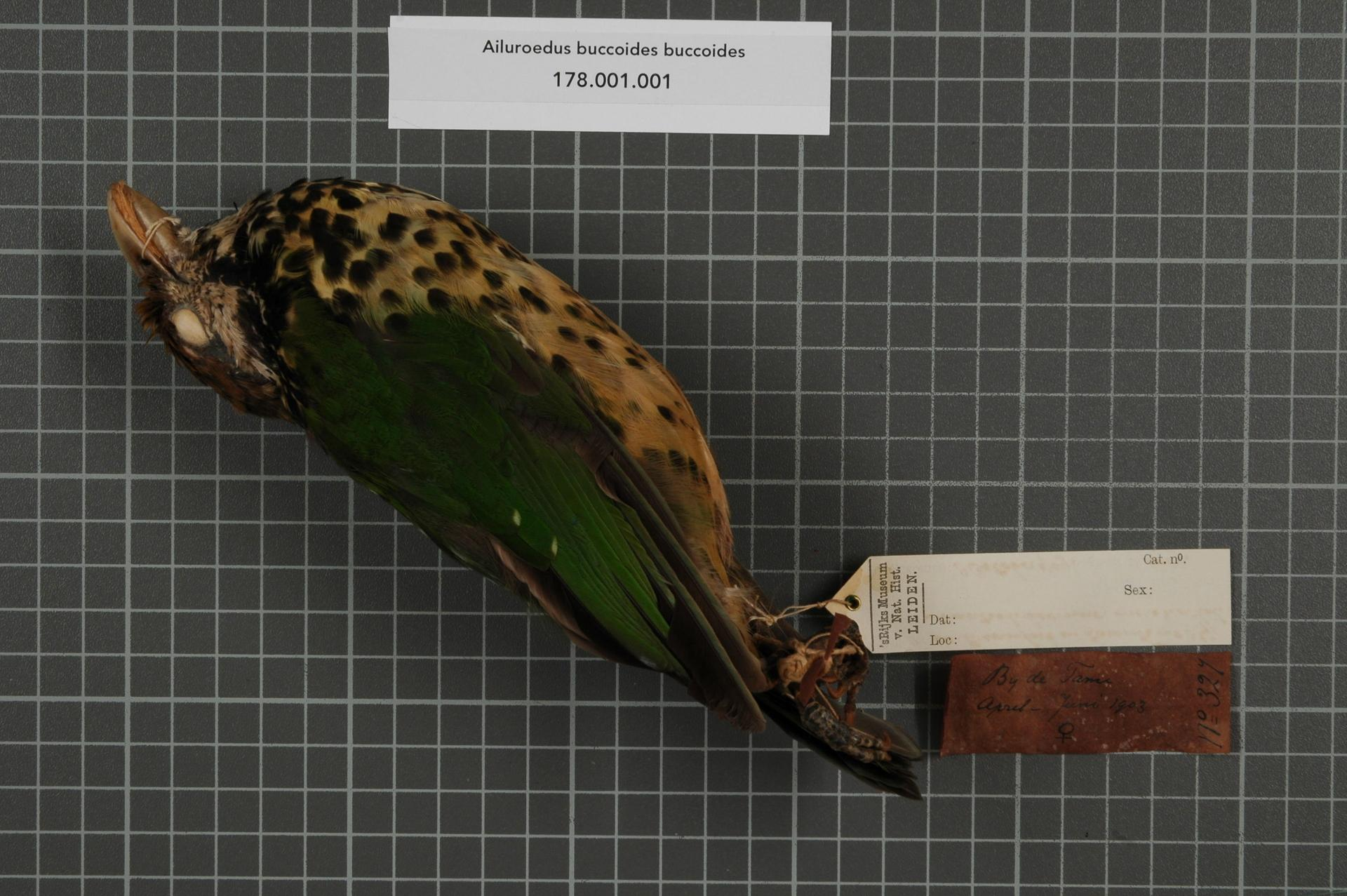
Esemplare impagliato della sottospecie nominale.

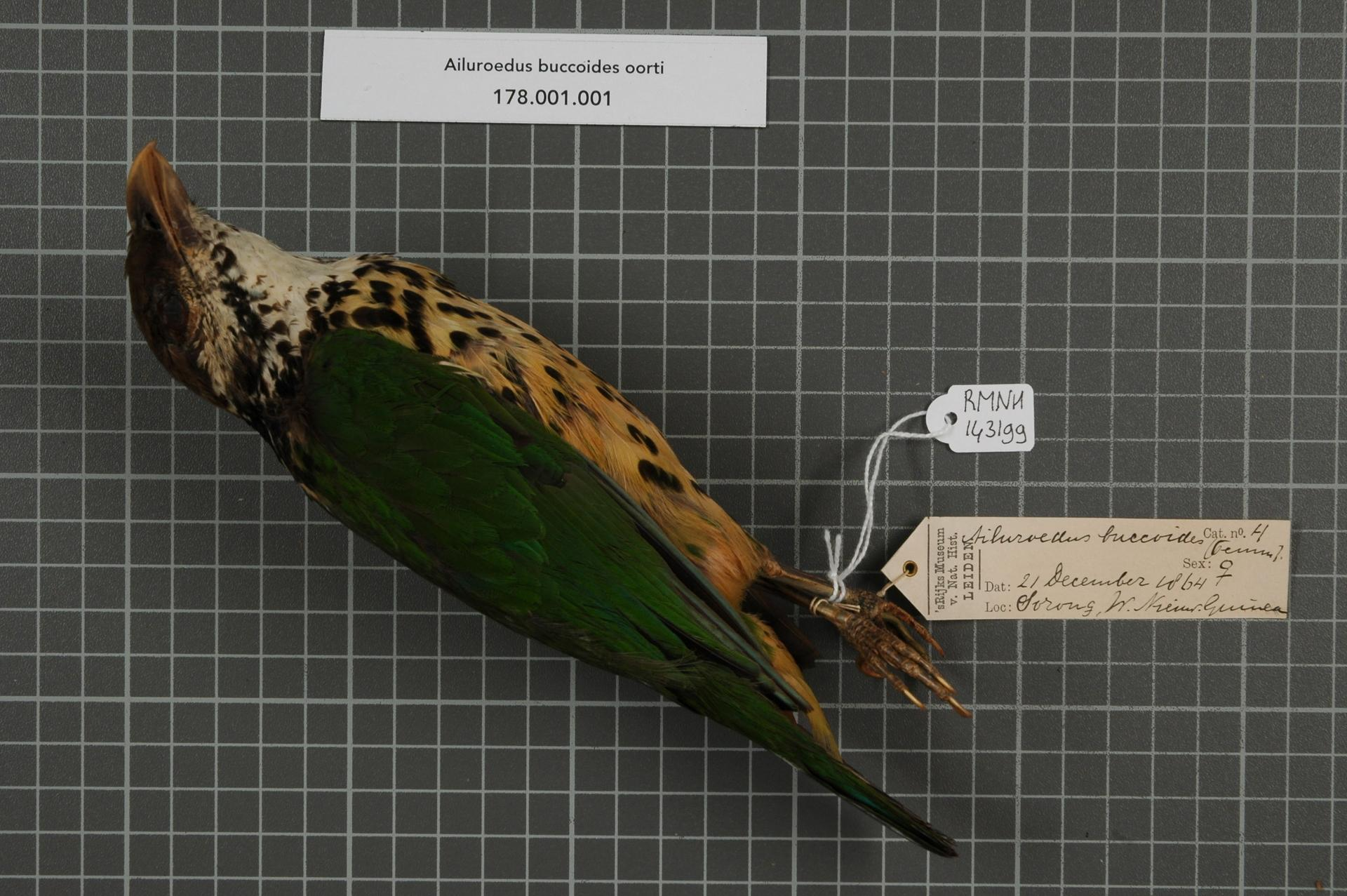
Esemplare impagliato della presunta sottospecie oorti.

In passato l'uccello gatto pettoocra e l'uccello gatto testafulva venivano considerati delle sottospecie dell'uccello gatto guancebianche: recenti studi di carattere molecolare hanno tuttavia evidenziato una certa distanza fra i tre cladi, tanto da spingere gli studiosi a ritenere corretta l'elevazione delle due summenzionate popolazioni al rango di specie a sé stanti, lasciando l'uccello gatto guancebianche come taxon monotipico.
Alcuni autori riconoscerebbero un sottospecie oorti di Waigeo, generalmente però sinonimizzata con la nominale.